# NGC 4483
NGC 4483 is een balkspiraalstelsel in het sterrenbeeld Maagd. Het hemelobject werd op 19 maart 1865 ontdekt door de Duits-Deense astronoom Heinrich Louis d'Arrest.

## Synoniemen
- UGC 7649
- MCG 2-32-103
- ZWG 70.136
- VCC 1303
- PGC 41339